# مذبحة مدرسة بوليتكنيك

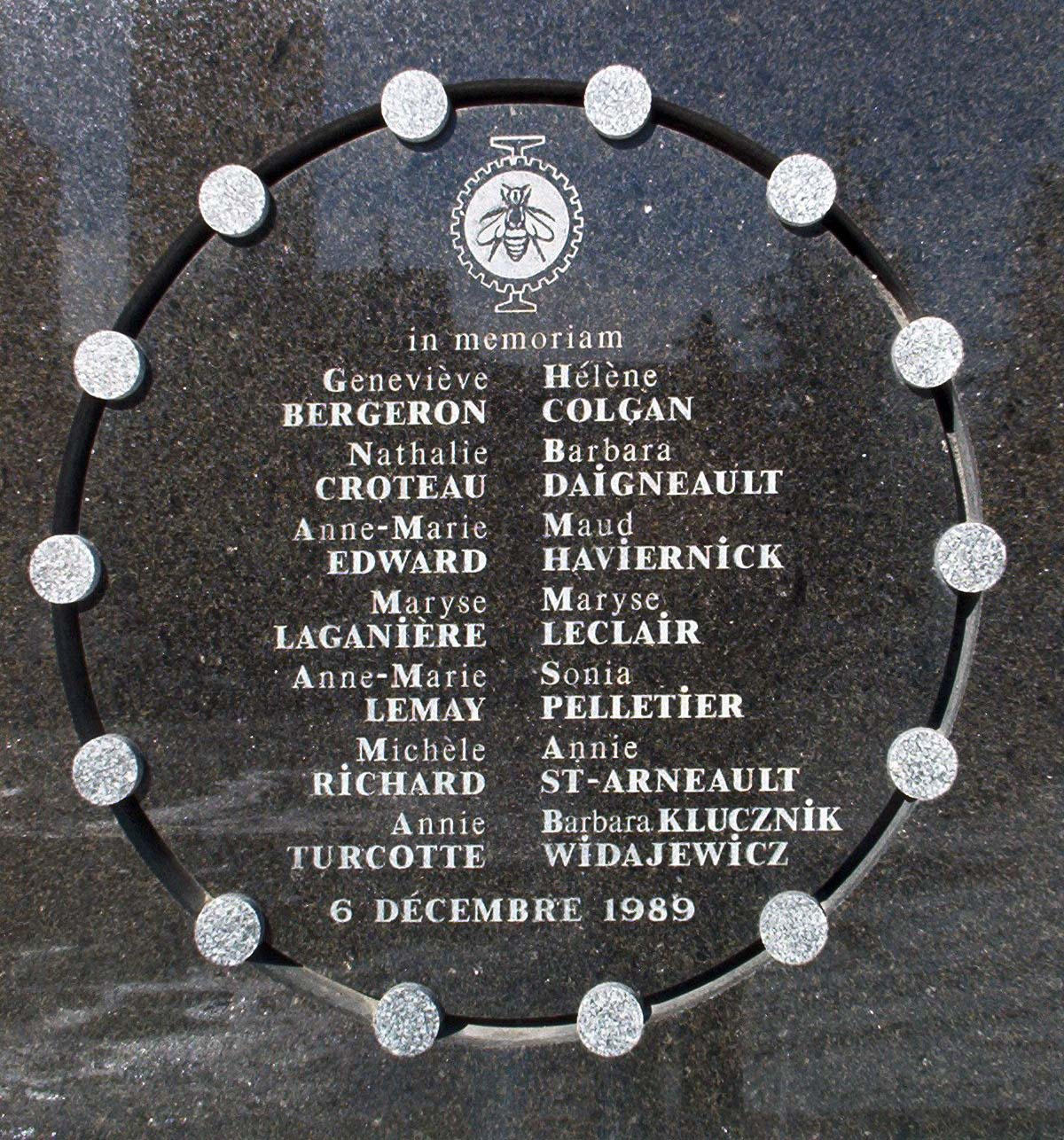
أسماء القتلى في المذبحة على النصب التذكاري

مذبحة مدرسة بوليتكنيك أو مذبحة مونتريال حدثت يوم 6 ديسمبر 1989 في مدرسة بوليتكنيك بمونتريال بكندا على يد مارك ليباين، حين قام مسلحا ببندقية نصف آلية مرخصة ومطواة بقتل 14 سيدة وجرح 14 آخرين من بينهم أربعة رجال.